# Kim Gyu-ri (actriz nacida en junio de 1979)
Kim Gyu-ri (de nacimiento Kim Moon-sun) es una actriz surcoreana.

## Filmografía

### Cine
- Where Are To Go? (2013)
- My Darling FBI (2008)
- Tarzan Park Heung-sook (2005)
- Bunshinsaba (2004)
- Libera Me (2000)
- Nightmare (2000)
- Weathering the Storms (1999)
- Whispering Corridors (1998)

### Series de televisión
- Lights and Shadows (MBC, 2011-2012)
- Can't Stop Now (MBC, 2009)
- Lovers (SBS, 2006)
- Immortal Admiral Yi Sun-sin (KBS1, 2004)
- Children of Heaven (KBS2, 2002)
- Sun-hee and Jin-hee (MBC, 2001)
- Medical Center (SBS, 2000)
- Popcorn (SBS, 2000)
- Roses and Bean Sprouts (MBC, 1999)
- School (KBS2, 1999)
- Because I Love You (SBS, 1997)
- Spin (KBS2, 1997)
- One Fine Spring Day (KBS2, 1997)
- Hometown of Legends - 90s Series (KBS2, 1996)
- LA Arirang (SBS, 1995)
- Reporting for Duty (KBS2, 1994)